# 曹磊 (演员)
曹磊（1977年—），男，北京人，中国影视演员。代表作有电视剧《北平无战事》、《大军师司马懿之军师联盟》、《觉醒年代》等。